# Huaynaputina
El Huaynaputina (de wayna: ‘joven’, y putina: ‘volcán’, en quechua) es un estratovolcán de la cordillera de los Andes localizado en el departamento de Moquegua, al sur de Perú. Este volcán fue la fuente de la mayor explosión registrada en la historia reciente de América Latina, la cual aconteció el 19 de febrero de 1600, después de los terremotos que comenzaron el día 15 con los primeros signos de erupción inminente en 1599 e inicialmente atribuidos al Misti. El volcán no tiene un perfil topográfico prominente, pero en su lugar tiene la forma de un gran cráter volcánico que se halla situado en una meseta con una altitud promedio de 4.200 m s. n. m. Su punto más elevado alcanza una altitud de 4.850 m s. n. m. El Huaynaputina es considerado un volcán en actividad por el Instituto Geofísico del Perú.

## Erupción
Cuando este volcán erupcionó en 1600 produjo cerca de 30 kilómetros cúbicos de tefra (piroclasto), mientras que los flujos piroclásticos viajaron 13 kilómetros al este y sureste. La erupción causó daños severos a las ciudades peruanas de Arequipa y Moquegua. Según un estudio de la Universidad de California, las consecuencias de la explosión del volcán pudieron haber tenido repercusiones mundiales, siendo la posible causa de la hambruna que azotó Rusia entre 1601 y 1603.

En 1615 Guamán Poma escribió:
"LA CIUDAD DE ARIQVIPA: Reventó el volcán y cubrió de ceníza y arena la ciudad y su juridición, comarca; treinta días no se vio el sol ni luna, estrellas. Con la ayuda de Dios y de la virgen Santa María sesó, aplacó".
Los depósitos de tefra muestran la existencia de 2 tipos de magma en el conducto, el tipo denominado "Dacita 1" se encontraba en una cámara magmática a 6 km de profundidad y el otro tipo denominado "Dacita 2" que tuvo su origen en una cámara de magma a 20 km de profundidad, este cuerpo magmático desencadenó la erupción al presionar el sistema hasta que el magma comenzó a ascender a la superficie. El movimiento de magma hasta las fisuras de ventilación causó terremotos, el magma en ascensión interceptó un sistema hidrotermal más antiguo que se encontraba a 3 km de profundidad.
La primera etapa consistió en una erupción pliniana acompañada de un aumento de la actividad sísmica este primer evento duró aproximadamente 20 horas depositando entre 18 y 20 metros de tefra cerca del respiradero, en esta primera etapa se liberaron al menos 26 km³ de tefra lo que supone la mayor parte del total de magma erupcionado durante la erupción de 1600 y generando una columna de erupción sostenida de 38 km de altura que formó la nube con forma de hongo descrita por los testigos. Los colapsos en el interior del cráter provocaron que la columna colapsara provocando el primer flujo piroclástico, esta erupción fue canalizada a través de una fractura y tenía las características de una erupción alimentada por fisuras.
La etapa 2 ocurrió después de un breve paréntesis y consistió en erupciones explosivas que causaron flujos piroclásticos que se desplazaron por los valles que irradian del volcán hasta distancias de 13 km y entrando el valle del río Tambo formando represas que al colapsar causaron lahares en el cauce del río Tambo.
Al final de esta etapa se produjo un cambio en la composición del magma, el magma de tipo "Dacita 2", que fue el material dominante durante la tercera etapa todo ello se producía a la vez que se formaba una cúpula de lava.
La tercera etapa consistió en una erupción vulcaniana expulsando bombas de lava y depositando otra capa de ceniza y destruyendo la cúpula de lava formada durante la etapa 2, esta etapa de erupción fue en parte freática.
Aunque se formaron estructuras de colapso el volcán no llegó a colapsar ya que el magma tipo "Dacita 2" se originó a 20 km de profundidad.
La erupción del Huaynaputina de 1600 produjo 30 km³ de tefra dacítica siendo catalogada con un índice de explosividad volcánica de 6 siendo la mayor erupción de América del Sur en tiempos históricos recientes. La columna de erupción fue lo suficientemente alta como para penetrar en la tropopausa e influir en el clima de la Tierra causando la Pequeña Edad de Hielo.
Este volcán es monitorizado por el Observatorio Volcanólogico de los Andes del Sur (OVDAS).